# Dome Zero
Dome Zero var en konceptbil som togs fram av japanska Dome (stiliserat: DOME) och först visades på Internationella bilsalongen i Genève 1978.

## Varianter

### Zero
Domes ambition i mitten på 1970-talet var att tillverka bilar för racing, men övergick så småningom till att fokusera på sportbilar för vanliga vägar, med design inspirerad av racingbilar. Arbetet med Dome Zero inleddes 1976 och prototypen blev klar till 1978, den visades då vid bilsalongen i Genève där målet med bilen var att göra ett starkt intryck på åskådarna, något den lyckades med.
Trots ett flertal försök att få tillstånd till massproduktion avslog Japans transportministerium kontinuerligt typbesiktning och hindrade därmed kommersiell försäljning, varför Zero förblev en prototyp.

### Zero P2
På grund av de avslagna ansökningarna om försäljning på den japanska marknaden utvecklade Dome prototypen Zero P2, en variant av Zero man hoppades kunde få tillstånd för att sälja utomlands, exempelvis i USA. Den nya prototypens utseende justerades en aning, mest iögonfallande var de tillagda kofångarna på bilens fram- och bakdel. Prototypen fick goda omdömen, bland annat från Road and Track Magazine, men bilen godkändes aldrig vare sig för den japanska eller den amerikanska marknaden.

### Zero RL
Med målet att ställa upp i Le Mans utvecklade Dome en sportvagnsprototyp av Zero, kallad Zero RL. Trots ovanliga dimensioner tilläts modellen tävla och två Zero RL körde i Le Mans 1979. Den ena kördes av Chris Craft och Gordon Spice, den andra av Tony Trimmer och Bob Evans. Ingen av bilarna lyckades fullfölja tävlingen men bilen återvände trots det till Le Mans både 1980 och 1981, då med annorlunda chassin.
Dome fortsatte att arbeta med Zeroprojektet till 1984 eller 1986.

## Bilder

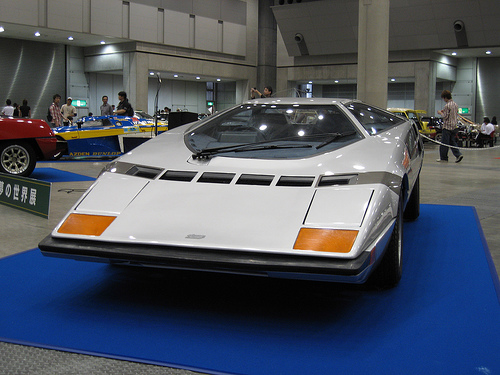
Originalprototypen sedd framifrån.
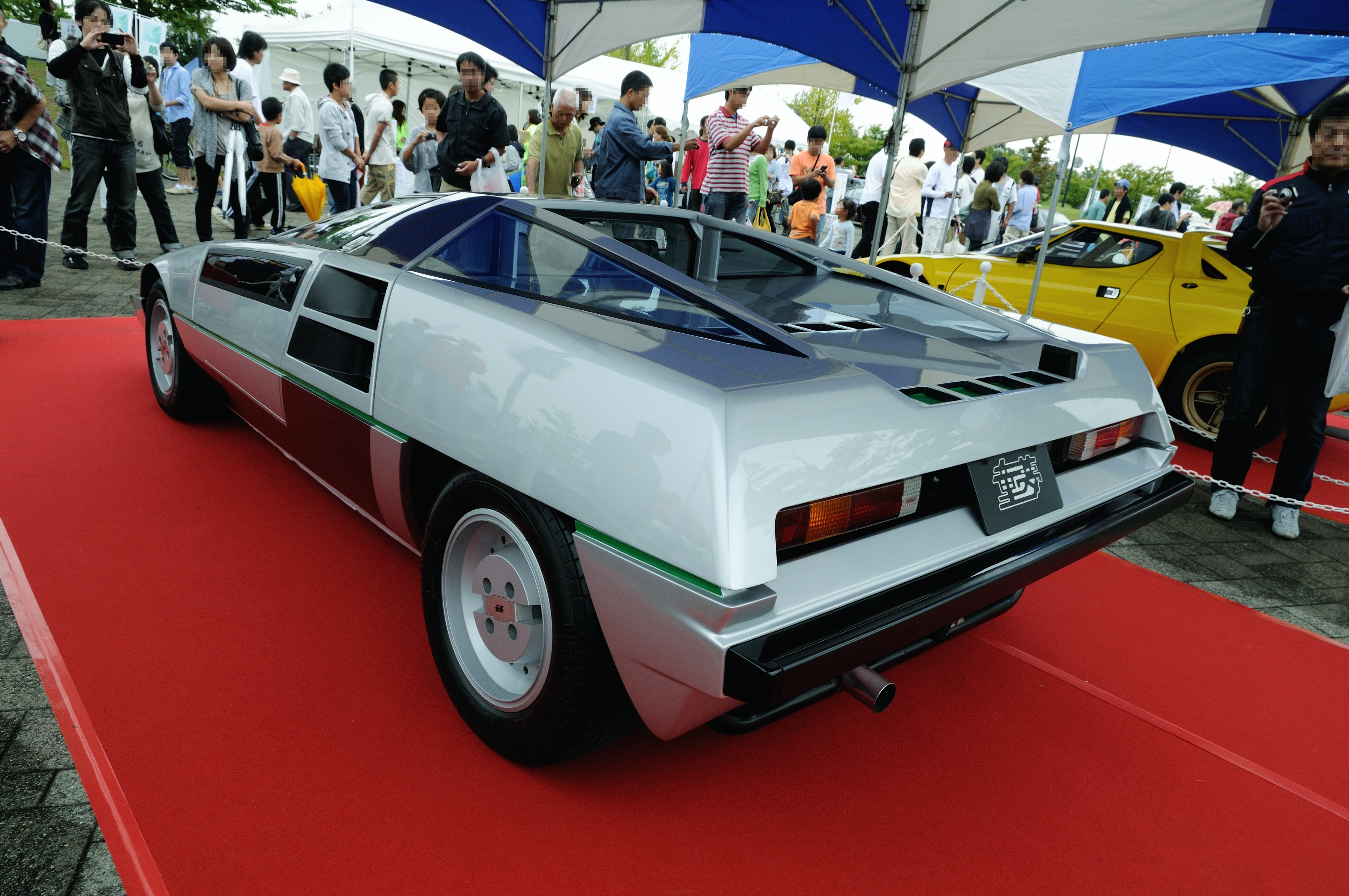
Originalprototypen sedd snett bakifrån.
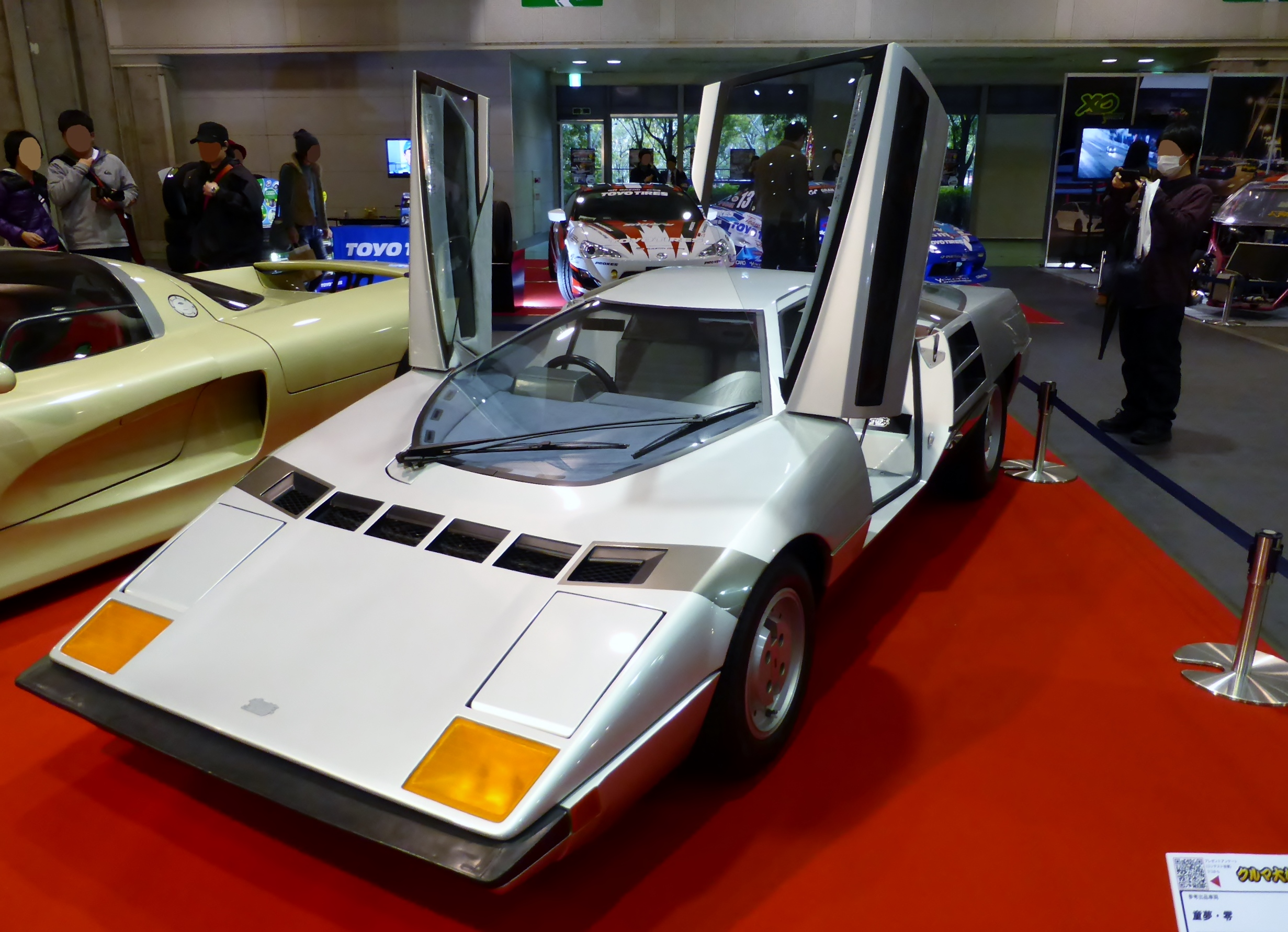
Originalprototypen med sina måsvingedörrar öppna.
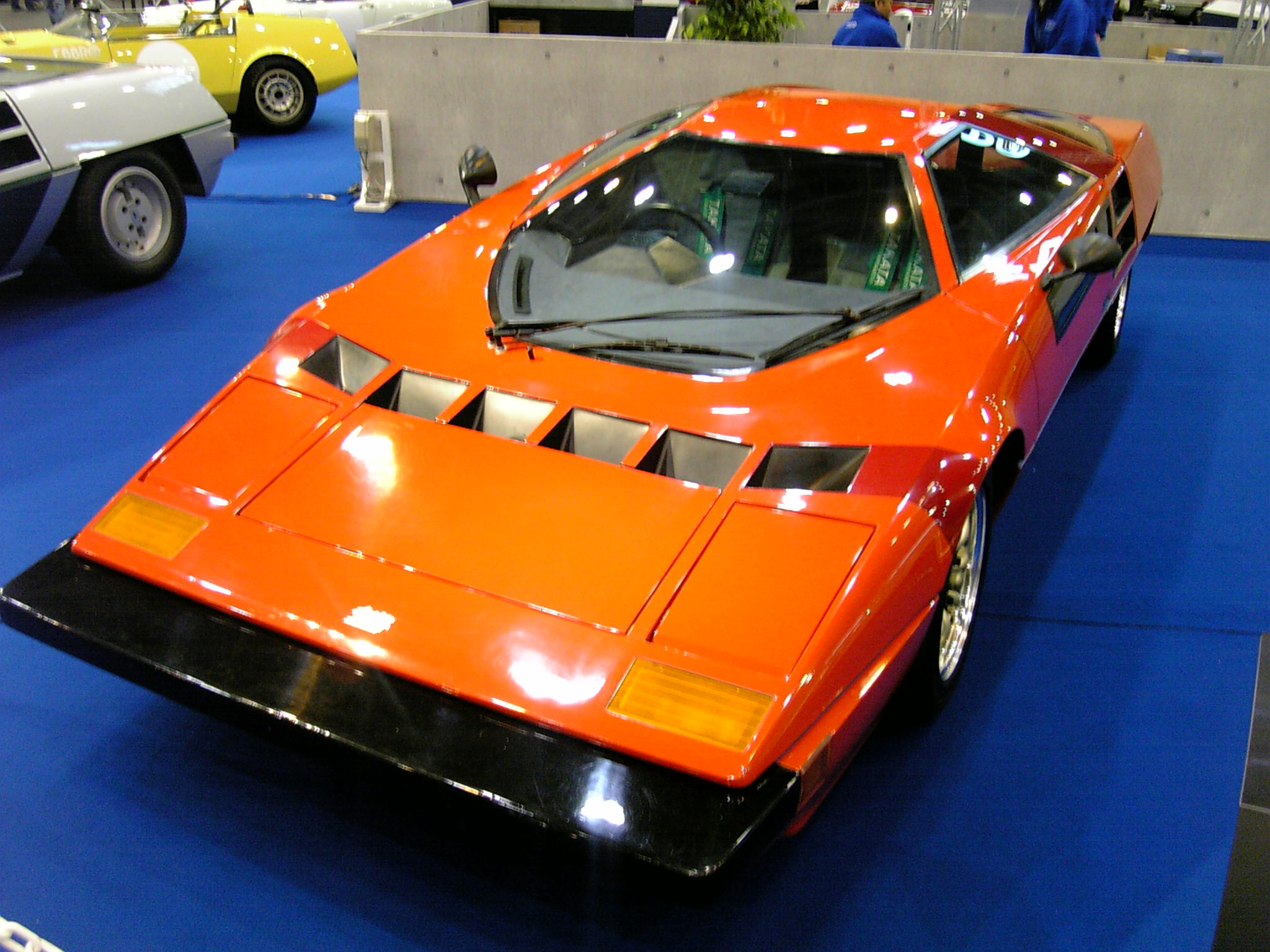
Dome Zero P2 på en utställning 2007.
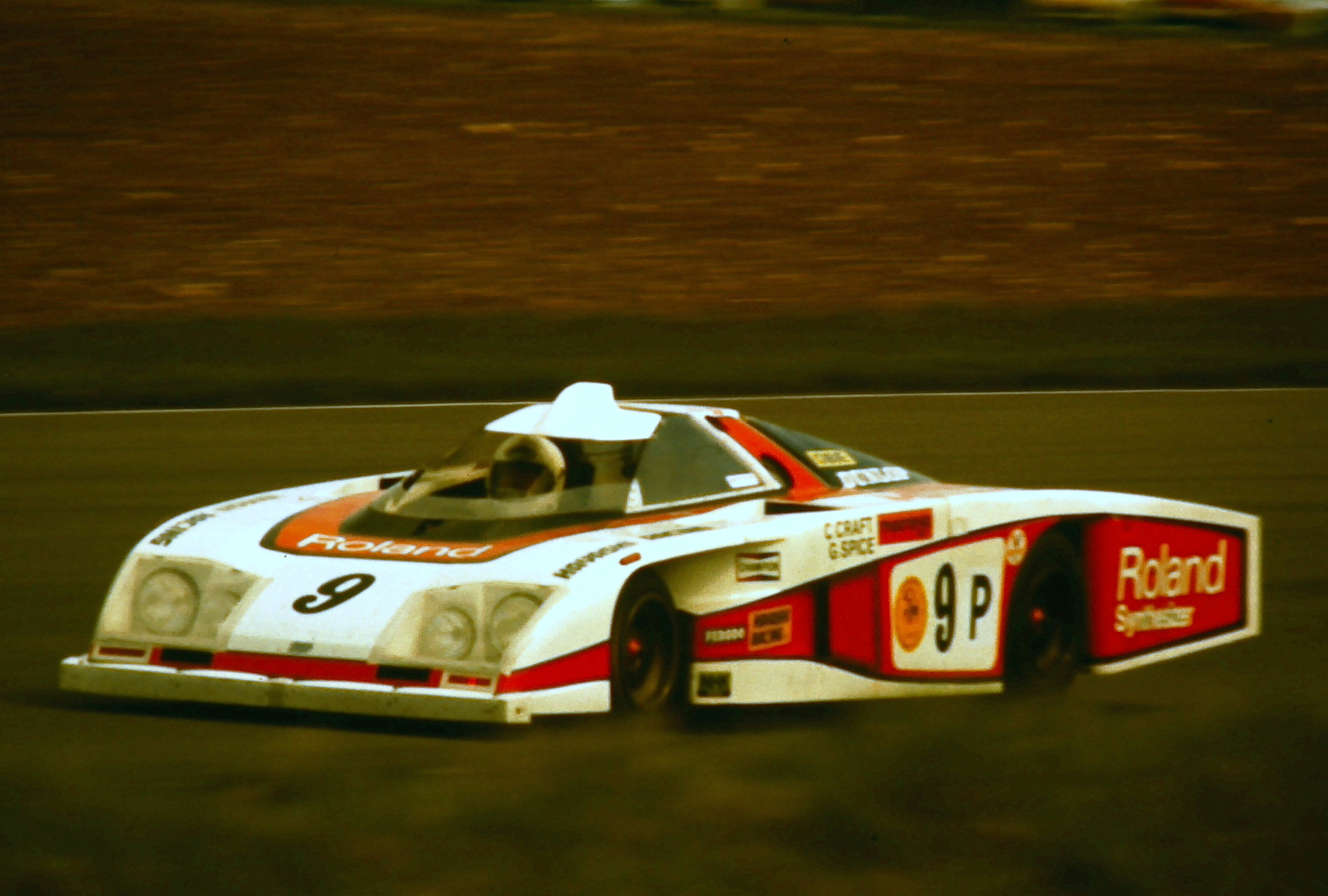
Dome Zero RL, körd av Chris Craft/Spice, tävlar vid Silverstone 1979.